# Tiberiu Bălan
Tiberiu Bălan (ur. 17 lutego 1981 w Ocna Mureș) – rumuński piłkarz występujący na pozycji pomocnika. W reprezentacji Rumunii zadebiutował w 2005 roku. W latach 2005–2011 rozegrał w niej siedem meczów.